# Nickelodeon Global
Nikelodion (centralna i istočna Evropa) (engl. Nickelodeon (Central & Eastern Europe)) je pan-evropski izvor američkog dečjeg kanala Nikelodion emitovan u državama centralne i istočne Evrope.

## Verzije kanala
- Nikelodion (Srbija): Srpska verzija kanala koja je sa emitovanjem započela u aprilu 2013. Emitovana je na prostoru Srbije, Crne Gore i Bivše Jugoslovenske Republike Makedonije i u delovima Bosne i Hercegovine, a od 23. septembra i 25. novembra 2020. i u Hrvatskoj i ostalim delovima Bosne i Hercegovine gde je sinhronizovana na hrvatski. Srpsku sinhronizaciju producirao je studio Gold digi net[1], a hrvatsku sinhronizaciju je producirao NET studio kao delovi studija Gold-Net, a emitovane su i pojedine sinhronizacije koje su producirali studiji Laudvorks, Ideogram, kao i kanali Hepi TV i B92.
- Nikelodion (Hrvatska): Hrvatska verzija kanala koja je sa emitovanjem započela u novembru 2011. Emitovana je na prostoru Hrvatske i u delovima Bosne i Hercegovine. Veći deo sinhronizacija producirao je studio NET kao deo studija Gold-Net. 23. septembra i 25. novembra 2020. se kanal prestao emitovati na televiziji i zamenjen je Nikelodionom (Srbija) sinhronizovanim na hrvatski.[traži se izvor]
- Nikelodion (Slovenija): Slovenačka verzija kanala koja je sa emitovanjem započela u aprilu 2013. Emitovana je na prostoru Slovenije. Sinhronizacije je producirao slovenački studio Ritem.
- Nikelodion (Bugarska): Bugarska verzija kanala koja je sa emitovanjem započela u novembru 2013. Emitovana je na prostoru Bugarske. Sinhronizacije je producirao bugarski studio Aleksandra Audio (bug. Александра Аудио).
- Nikelodion (Češka): Češka verzija kanala koja je sa emitovanjem započela u februaru 2010. Emitovana je na prostoru Češke republike i Slovačke. Nepoznat je sinhronizacijski studio koji je producirao sinhronizacije za kanal.
- Nikelodion (ZND): Ruska verzija kanala koja je sa emitovanjem u pan-evropskom izvoru započela u martu 2012. Emitovana je na prostoru Ukrajine i Belorusije. Sinhronizacije je producirao ruski studio Kiparis. Dana 14. Decembra 2022. godine, Nickelodeon je iz Rusije, Ukrajine i Belorusije ukinut sa svih mreža i zamenjen sa Nickelodeon-om iz Velike Britanije.
- Nikelodion (Mađarska): Mađarska verzija kanala koja je sa emitovanjem započela u oktobru 1999. Emitovana je na prostoru Mađarske. Nepoznati su sinhronizacijski studiji koji su producirali sinhronizacije za kanal.
- Nikelodion (Rumunija): Rumunska verzija kanala koja je sa emitovanjem započela u decembru 1998. Emitovana je na prostoru Rumunije i Moldavije. Nepoznati su sinhronizacijski studiji koji su producirali sinhronizacije za kanal.

## Spoljašnje veze
- Nikelodion veb-sajt (na češkom jeziku)
- Nikelodion veb-sajt (na mađarskom jeziku)
- Nikelodion veb-sajt (na rumunskom jeziku)